# Holotúrides
Els holotúrides (Holothuriida) són un ordre d'equinoderms holoturoïdeus. Els tàxons inclosos a aquest ordre havien format part de l'ordre Aspidochirotida, que ha resultat ser polifilètic.

## Característiques
Es distingeixen d'altres cogombres de mar per la presència de tentacles aplanats, sovint en forma de fulla, però sense els altres grans apèndixs trobats en l'ordre Elasipodida. No tenen músculs introvertits ni retractors. Els peus ambulacrals sovint formen una sola clarament delimitada. Tenen 15-30 tentacles retràctils en forma d'escut que envolten la boca. La paret del cos és gruixuda i coriàcia i conté ossicles, inclosos alguns de forma tabular. Tenen arbres respiratoris per a intercanvi de gasos. El mesenteri del bucle posterior de l'intestí s'uneix a l'interadi ventral dret. Els músculs que recorren longitudinalment el cos es disposen en cinc bandes dobles. Poden disparar per la cloaca fils blancs enganxosos coneguts com a túbuls de Cuvier per distreure o enredar els depredadors. Generalment es troben en entorns d'aigua superficial exposats.

## Taxonomia
Inclou 231 espècies en dues famílies:
- Família Holothuriidae Burmeister, 1837
- Família Mesothuriidae Smirnov, 2012

## Galeria

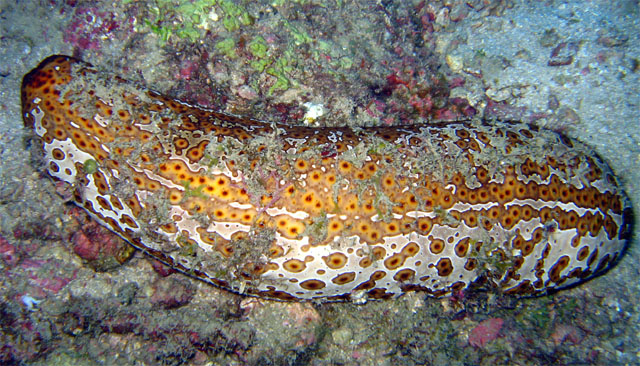
Bohadschia argus
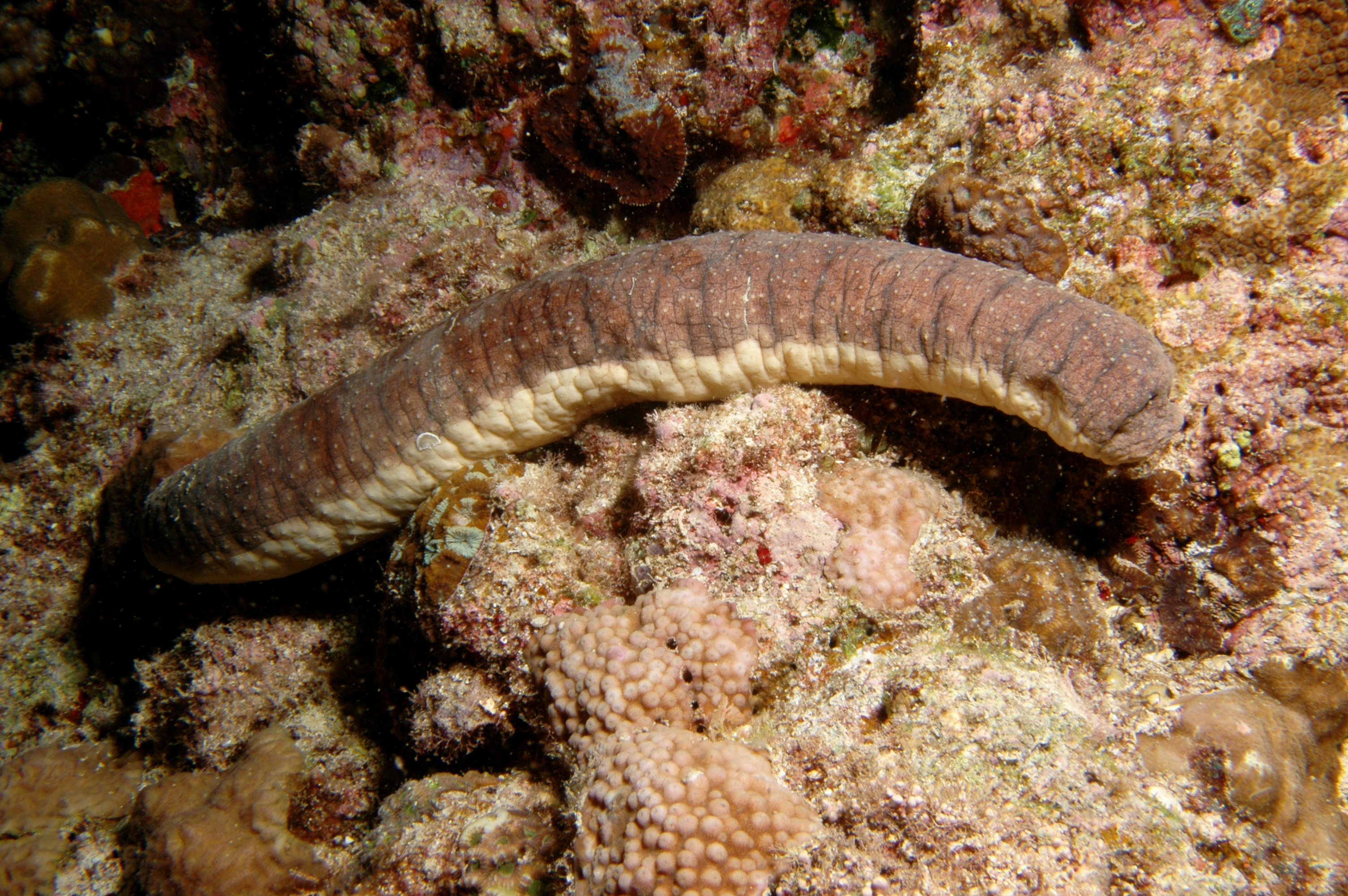
Holothuria edulis
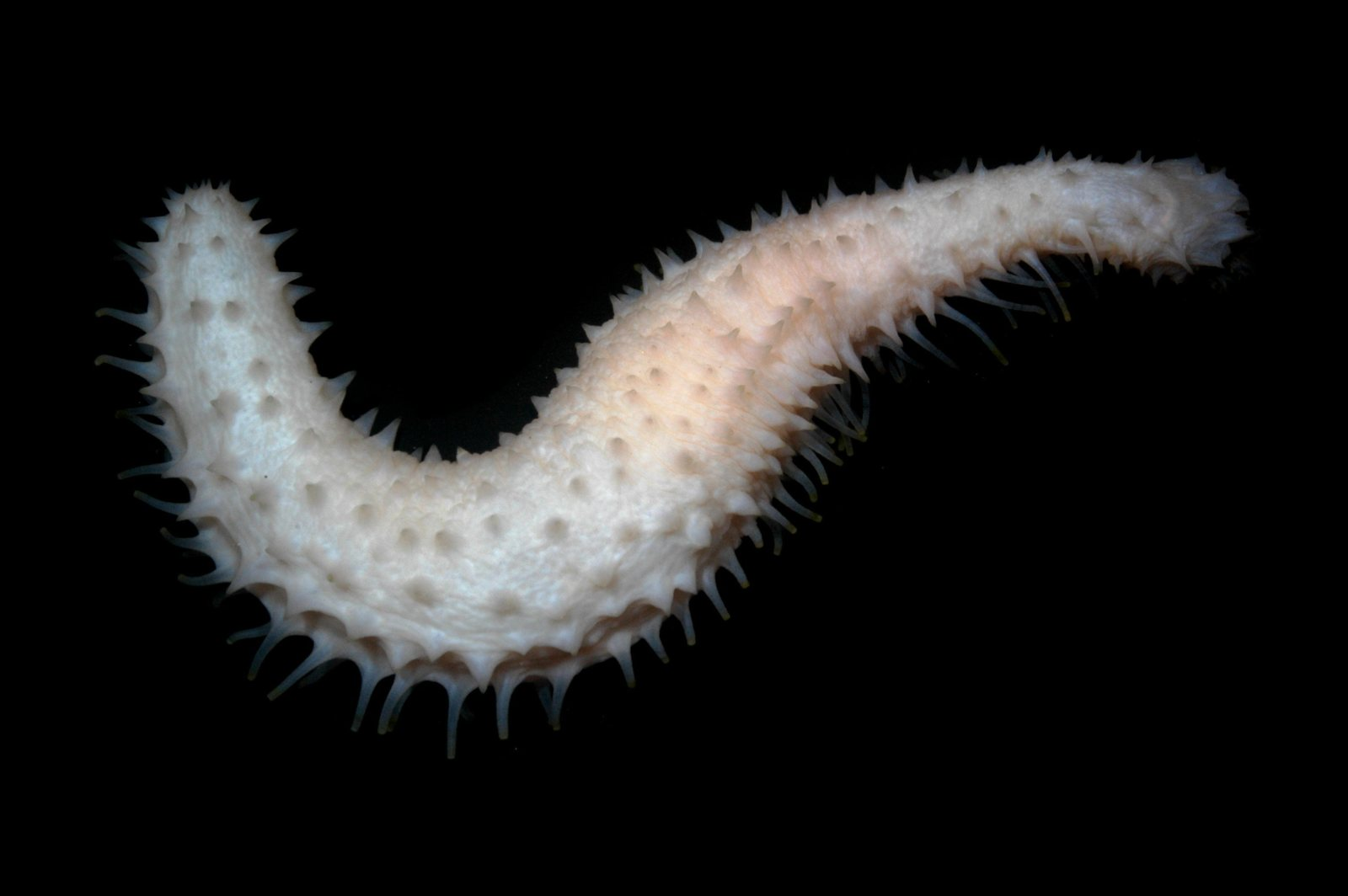
Labidodemas rugosum
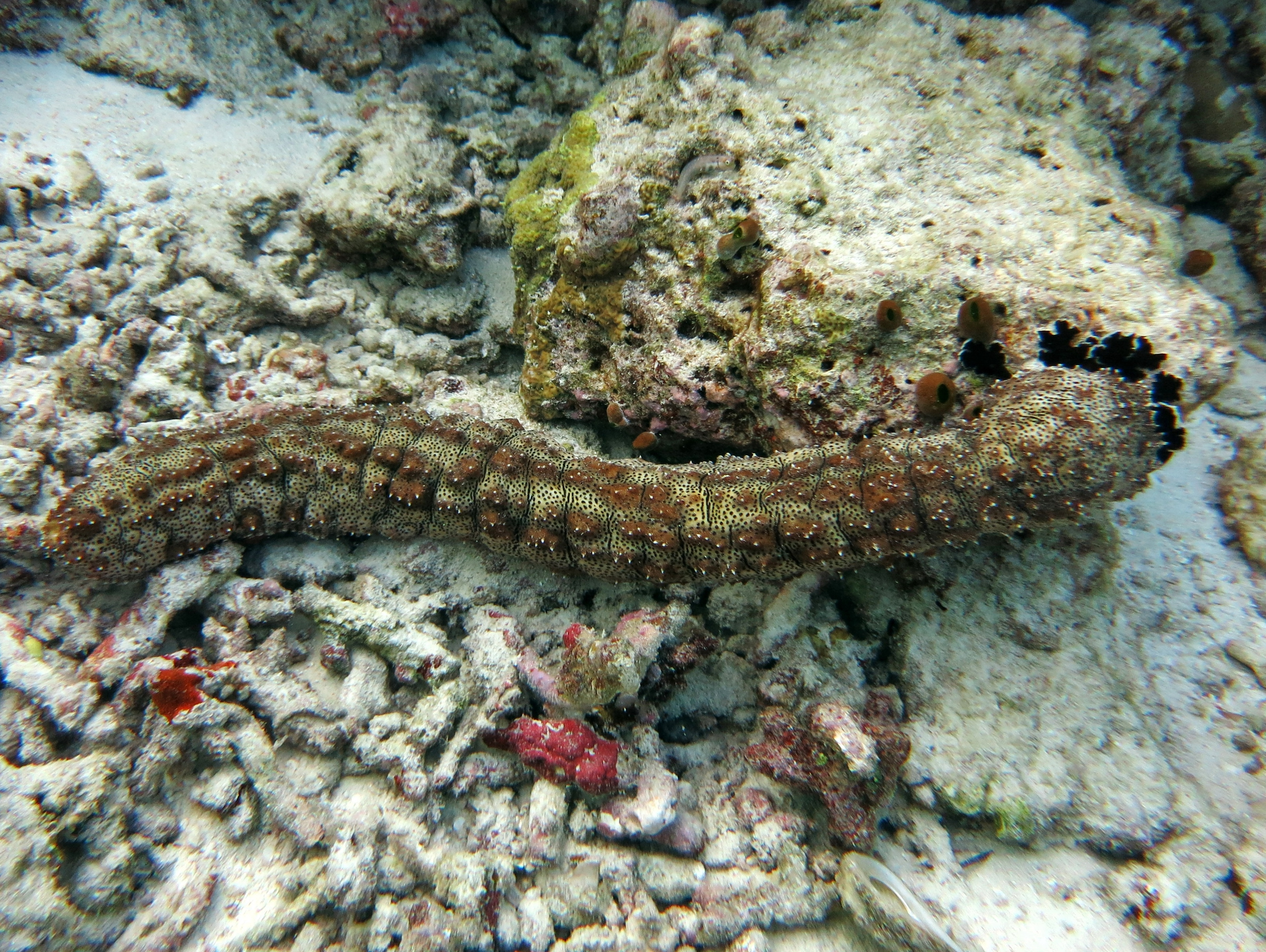
Pearsonothuria graeffei
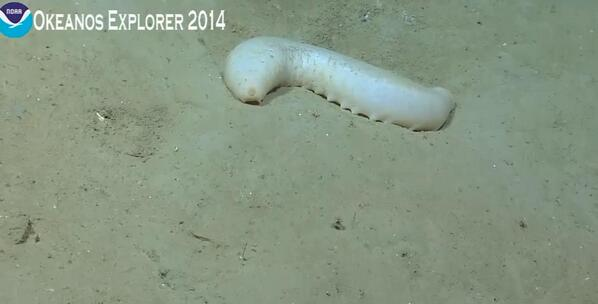
Mesothuria sp.